# Roca Alta
La Roca Alta es una roca de 12 m de altura ubicada al norte de las Islas Bienvenido y de la isla San Pedro, en el archipiélago de las islas Georgias del Sur, en aguas del Océano Atlántico Sur.
Es el punto extremo norte del grupo de las Islas de San Pedro. Además, este accidente geográfico es uno de los puntos que determinan las líneas de base de la República Argentina, a partir de las cuales se miden los espacios marítimos que rodean al archipiélago.